# Bonk's Adventure
Bonk's Adventure is een computerspel dat door Hudson Soft werd ontwikkeld. Het spel kwam op 15 december 1989 uit voor de TurboGrafx-16. Later volgde ook ports voor diverse andere homecomputers. Het spel is een zijwaarts scrollend platformspel.
De hoofdrol wordt vertolkt door Bonk, een klein maar sterke jonge grotbewoner die dinosauriërs aanvalt door deze een kopstoot te geven. Net als in de meeste andere klassieke 8-bit-platformspellen kan Bonk onderweg power-ups verzamelen. Deze power-ups zien eruit als stukken vlees en maken hem sterker. Een power-up kan worden onderverdeeld in drie stadia: normaal (geen bijzondere krachten), midden (hij kan tegenstanders uitschakelen door op de grond te stampen), bezeten (hij is enige tijd onverslaanbaar).
Het perspectief van het spel wordt getoond in de derde persoon.

## Platforms
| Jaar | Platform            |
| ---- | ------------------- |
| 1989 | TurboGrafx-16       |
| 1992 | Amiga, Game Boy     |
| 1993 | NES                 |
| 2006 | Wii Virtual Console |
| 2011 | PSP, PlayStation 3  |

## Ontvangst
| Beoordeeld door    | Platform            | Datum             | Score |
| ------------------ | ------------------- | ----------------- | ----- |
| Amiga Games        | Amiga               | oktober 1992      | 92%   |
| HonestGamers       | TurboGrafx-16       | 29 december 2003  | 90%   |
| HonestGamers       | TurboGrafx-16       | 17 juni 2007      | 90%   |
| Megablast          | TurboGrafx-16       | 1992              | 83%   |
| Mag'64             | Wii Virtual Console | 21 november 2009  | 80%   |
| Nintendo Life      | Wii Virtual Console | 22 november 2006  | 80%   |
| Video Game Den     | NES                 | 18 september 2011 | 80%   |
| 1UP!               | NES                 | 8 mei 2009        | 76%   |
| Total! (Duitsland) | Game Boy            | mei 1995          | 75%   |
| HonestGamers       | NES                 | 5 augustus 2013   | 70%   |